# Gle Ruboh
Gle Ruboh är en kulle i Indonesien.   Den ligger i provinsen Aceh, i den västra delen av landet, 1 800 km nordväst om huvudstaden Jakarta. Toppen på Gle Ruboh är 265 meter över havet, eller 199 meter över den omgivande terrängen. Bredden vid basen är 4,7 km.
Terrängen runt Gle Ruboh är varierad.Runt Gle Ruboh är det glesbefolkat, med 18 invånare per kvadratkilometer. I omgivningarna runt Gle Ruboh växer i huvudsak städsegrön lövskog.